# Daytona (album)
Pour les articles homonymes, voir Daytona.
Albums de Pusha T
King Push – Darkest Before Dawn: The Prelude
(2015) It's Almost Dry
(2022)
Daytona est le troisième album studio du rappeur américain Pusha T, sorti le 25 mai 2018, sur les labels GOOD Music et Def Jam. 
Il est le premier des cinq albums produits par Kanye West à Jackson Hole dans les Wyoming Sessions, tous publiés en 2018. Daytona débute à la troisième place du Billboard 200.

## Historique

### Contexte
En décembre 2015, Pusha T publie son second album, King Push – Darkest Before Dawn: The Prelude. Cet opus est alors censé servir de prélude à un prochain album nommé King Push. Néanmoins, l'album souffre de nombreux retards et sa date de sortie est sans cesse reporté. En avril 2018, Kanye West annonce sur son compte Twitter que Daytona va bientôt paraître.

### Couverture
La couverture de l'album a été remplacée quelques jours avant sa sortie. Il s'agit d'une photo de la salle de bain de la défunte Whitney Houston, chanteuse américaine. La licence pour avoir ce cliché est d'un montant de 85000 dollars, payé par West.

## Accueil critique
Daytona recueille de bonnes critiques, obtenant un score de 86⁄100, sur la base de vingt-et-une critiques collectées sur Metacritic.

## Liste des titres
| 1.    | If You Know You Know                       | Terrence Thornton, Kanye West, Al Gwylit, Richard Nisbet                                                                | West                                                                    | 3:22 |
| 2.    | The Games We Play                          | Thornton, West, Andrew Dawson, Booker T. Averheart, Cynthia Biggs El, Shawn Carter, Dexter Wansel, David Anthony Willis | - West - Andrew Dawson (add.)                                           | 2:46 |
| 3.    | Hard Piano (featuring Rick Ross)           | Thornton, West, Mike Dean, Antony Williams, Dawson, William Roberts II, Charles Wright                                  | - West - Dawson (co.) - Dean (add.)                                     | 3:15 |
| 4.    | Come Back Baby                             | Thornton, West, Dawson, James T. Shaw                                                                                   | - West - Dawson (add.)                                                  | 3:26 |
| 5.    | Santeria                                   | Thornton, West, Dean, Isaac Hayes, Danielle Balbuena, Jordan Jenks                                                      | - West - Dean (co.) - Pi'erre Bourne (add.)                             | 2:56 |
| 6.    | What Would Meek Do? (featuring Kanye West) | Thornton, West, Jon Anderson, Christopher Squire, William Bruford                                                       | - Thornton - West - Jon Anderson - Christopher Squire - William Bruford | 2:33 |
| 7.    | Infrared                                   | Thornton, West, Robert Manchurian, Carter, Mark James                                                                   | - Thornton - West - Robert Manchurian - Carter - Mark James             | 2:50 |
| 21:08 |                                            | |                                                                         |      |

## Samples
- If You Know You Know contient un sample de Twelve O'Clock Satanial de Air.
- The Games We Play contient un sample de Heart 'N Soul de Booker T. Averheart et une interpolation de Politics As Usual de Jay-Z.
- Come Back Baby contient un sample de The Truth Shall Make You Free de The Mighty Hannibal et de I Can't Do Without You de George Jackson[13].
- Santeria contient un sample de Bumpy's Lament de Soul Mann & The Brothers.
- What Would Meek Do? contient un sample de Heart of the Sunrise de Yes.
- Infrared contient un sample de I Want To Make Up de 24-Carat Black et une interpolation de The Prelude de Jay-Z.